# 横田国臣
横田 国臣（よこた くにおみ、嘉永3年8月9日（1850年9月14日） - 1923年（大正12年）2月24日）は、明治・大正時代の司法官僚、法律家。法学博士。司法次官、検事総長、大審院院長（現在の最高裁判所長官）等を歴任。法典調査会第三部長（刑法起草責任者）。和仏法律学校（現在の法政大学）校長。位階勲等は正二位勲一等。爵位は男爵。

## 生涯
肥前島原藩士・横田宗雄の長男として豊前国宇佐郡辻村（現在の大分県宇佐市）に生まれる。1865年、日田の咸宜園に入塾し、漢学などの各種学問を学ぶが、同期に清浦奎吾（後の内閣総理大臣）がおり親友となった。横田は清浦の力添えも得ながら出世していくことになる。
中津市学校を経て、1872年に上京し数え年23歳で慶應義塾（現在の慶應義塾大学）に入学し、1873年に清浦の斡旋で埼玉県の師範学校教諭となった。1875年に辞職して慶應義塾に再入学。ただし慶應に在籍した年度は確認できず、留学前は独学だったとの主張もある。
その後1876年に司法省に出仕してからは、検事、司法少書記官と昇進し、1886年司法官の一員としてドイツに留学。一人だけ官費での留学延長が認められ、5年間の留学の後、1891年に帰国した。
翌1892年1月に「刑法改正審査委員会」が司法省内に設置されると、横田は委員に任命され、翌月には委員長となり、以後刑法改正案の起草において責任者として中心的な役割を果たすことになる。また、同年11月には当時司法次官となっていた清浦に抜擢されて、初代民刑局長に就任し、刑法改正審査委員会のほか、民事訴訟法調査委員会・刑事訴訟法調査委員会も取り仕切った。
横田は法典論争においては実施断行派であったが、1893年に法典調査会が設置されると、主査委員に任命され、民法典の編纂にも積極的に関わった。1896年10月には、第2次松方内閣で司法大臣となった清浦のもとで司法次官に昇進し、1898年1月には公務のかたわら和仏法律学校(現・法政大学)の校長にも就任した。
第3次伊藤内閣末期の1898年6月、高木豊三（後任の民刑局長）、加太邦憲（東京裁判所長）と組んで、春木義彰（検事総長）、北畠治房（大阪控訴院長）ら老朽司法官の淘汰を断行。一方、横田は検事総長、高木は司法次官、加太は大阪控訴院長に就任したため、北畠らは憤り、首相の大隈重信、法相の大東義徹を動かし、同年10月、横田は懲戒免官となった。
ところが、第1次大隈内閣（隈板内閣）は短命に終わり、官僚閥の第2次山縣内閣で再び司法大臣となった清浦により、1899年3月、わずか半年で懲戒処分を免ぜられて復職。後期法典調査会においては第三部（刑法典担当）の部長に任ぜられ、引き続き刑法改正案の起草責任者となった。
1904年には検事総長に返り咲き、1906年には大審院院長まで昇りつめた。以後、1921年に定年退職するまで約15年の長きに渡って院長を務め、歴代院長の中で最長在職期間（戦後の最高裁判所長官を含めても歴代1位）を記録している。1921年に裁判所構成法の改正により判事定年制が導入されたのは、横田が自発的に退職しなかったためであると言われる。大物大審院院長であった横田に引導を渡したのは原敬内閣であり、この法律は俗に「横田退治法」などと呼ばれた。
1915年12月1日、男爵を叙爵。

## 親族
- 横田五郎 - 弟。朝鮮総督府法務局長・朝鮮総督府高等法院長。

## 栄典
位階
- 1885年（明治18年）2月6日 - 従六位[5]
- 1891年（明治24年）12月23日 - 従五位[6]
- 1893年（明治26年）2月10日 - 正五位[7]
- 1897年（明治30年）8月20日 - 従四位[8]
- 1904年（明治37年）5月10日 - 正四位[9]
- 1907年（明治40年）6月21日 - 従三位[10]
- 1912年（明治45年）7月1日 - 正三位[11]
- 1919年（大正8年）7月21日 - 従二位[12]
- 1923年（大正12年）2月24日 - 正二位[13]

勲章等
- 1894年（明治27年）12月26日 - 勲四等瑞宝章[14]
- 1897年（明治30年）12月28日 - 勲三等瑞宝章[15]
- 1903年（明治36年）5月21日 - 金杯一組[16]
- 1906年（明治39年）6月30日 - 勲二等瑞宝章[17]
- 1914年（大正3年）6月29日 - 勲一等瑞宝章[18]
- 1915年（大正4年）11月10日 - 大礼記念章（大正）[19]
- 1915年（大正4年）12月1日 - 男爵[4]